# 黎平里
25°01′21″N 121°33′13″E / 25.022455°N 121.553717°E
黎平里為台北市信義區六張犁地區的一個里，該里位於信義區西南方，下轄24鄰，人口約6553人。原為大安區黎順里之一部分，因人口迅速增加，於1976年里行政區域調整時劃出並命名黎平里，1990年3月12日里行政區域調整復與黎富里合併，黎富里解消。

## 地理位置
東至：和平東路三段341巷與黎忠里為界
西至：基隆路二段、和平東路三段圓環與大安區為界
南至：和平東路三段與大安區為界
北至：崇德街與黎順里為界

## 環境
黎平里屬六張犁地區發展最高且人口最多的里之一(僅次於大安區黎孝里)，里內多屬公寓住宅。崇德街及富陽街沿線都是六張犁最早開發的區域。

## 里內設施
- 文湖線六張犁站
- 黎富公園

## 外部連結
- 台北市信義區公所